# Embraco
A Embraco ou Empresa Brasileira de Compressores é uma empresa brasileira. A principal atividade da Embraco é a produção de compressores para aparelhos de refrigeração.
A Embraco foi fundada em 10 de março de 1971 por três empresas fabricantes de refrigeradores - Consul, Springer e Prosdócimo - com o objetivo de substituir a importação de compressores e está situada na cidade de Joinville no estado de Santa Catarina.
Em 6 de setembro de 1974 foi produzido o primeiro compressor, com tecnologia da empresa dinamarquesa Danfoss. Em 1976 a Embraco associa-se ao grupo Brasmotor e, já em 1977, inicia suas exportações.
Em 1987, a Embraco lança o seu primeiro compressor produzido com tecnologia própria.
Na década de 90 a empresa inicia o processo de globalização. Em 1994, assume o controle da fábrica italiana Aspera. Em 1995, é instituída a Embraco Snowflake Compressor Company Ltda., joint venture na República Popular da China. Em 1999, é inaugurada a Embraco Eslováquia.
Em 2006 a Embraco passa a operar, no Brasil, com a nova razão social Whirlpool S.A. (subsidiária da americana Whirlpool Corporation), em função da união com a Whirlpool S.A. Eletrodomésticos. Atualmente é líder mundial do mercado de compressores herméticos, com um market share em torno de 20%.
A Embraco emprega hoje, diretamente, cerca de 10 mil pessoas em seis países (Brasil, China, Itália, Eslováquia, Estados Unidos e México).
No dia 24 de Abril de 2018, a Whirlpool divulgou a venda da Embraco para a japonesa Nidec Corporation por 1,08 bilhão de dólares em dinheiro. Desde 2 de julho de 2019, a Embraco faz parte da Nidec.